# Luis García Mosquera
Luis García Mosquera (Vivero, Lugo,13 de mayo de 1946-12 de enero de 2024) fue un futbolista español que se desempeñaba como defensa. Apodado El Chato.

## Biografía
Nació en Viveiro y con catorce años se trasladó a la calle Vizcaya de La Coruña. Allí ingresó en el Liceo de Monelos, donde jugó primero como juvenil y luego dos años en la categoría modesta. En noviembre de 1964, Vizoso lo llevó al Fabril, donde jugó cuatro temporadas hasta que fichó por el Deportivo de la Coruña en el verano de 1968.
En la temporada 1968-69 debutó con el Deportivo en Primera División, en la primera jornada de Liga ante el CD Málaga en casa, que acabó con derrota del Deportivo por 3-1. En aquella campaña participó en veintisiete partidos, formando parte de la defensa habitual en el esquema de Cheché Martín, acompañado por José Domínguez Rial, José Manuel Sertucha y Antonio Benlloch.
Jugó un total de ocho temporadas en el Deportivo, disputando más de 200 partidos y viviendo tres descensos y dos ascensos. En 1976 fichó por el Getafe Deportivo de Segunda División, donde jugó una temporada antes de retirarse y regresar a La Coruña.
Luis participó en 100 partidos en Primera División, 69 en Segunda (en los que marcó sus dos únicos tantos), 19 en Tercera División y 19 en Copa de España.

## Clubes
| Club                         | País   | Año       |
| ---------------------------- | ------ | --------- |
| R. C. Deportivo de La Coruña | España | 1968-1976 |
| Club Getafe Deportivo        | España | 1976-1977 |